# Billaea decisa
Billaea decisa là một loài ruồi trong họ Tachinidae.